# Tridynamia sinensis
Tridynamia sinensis är en vindeväxtart som först beskrevs av Hemsley, och fick sitt nu gällande namn av Staples. Tridynamia sinensis ingår i släktet Tridynamia och familjen vindeväxter. Utöver nominatformen finns också underarten T. s. delavayi.